# Casotto (torrente)
Il Casotto (Casòt in piemontese) è un torrente del Piemonte che scorre in provincia di Cuneo; bagna l'omonima Val Casotto ed è tributario in destra orografica del Torrente Corsaglia.

## Corso del torrente

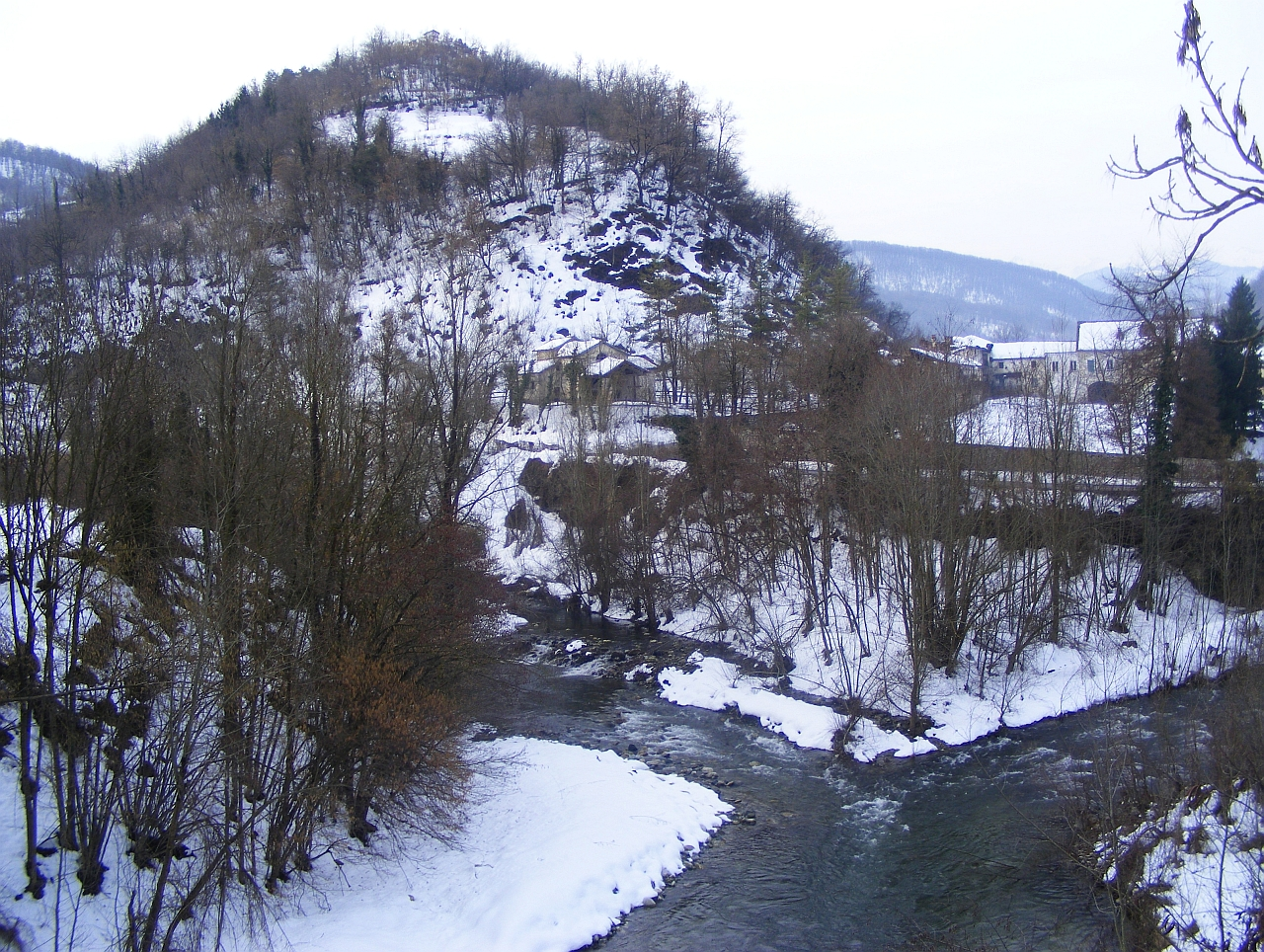
La confluenza nel Corsaglia

Il torrente nasce dalla confluenza di tre rami sorgentizi: il Rio Secco e il Canale del Roccassone, che raccolgono le acque che scendono dal Monte Mussiglione (1945 m) e il Rio Crosa, che nasce al Pian dell'Accampamento, sulle pendici sud-occidentali del Bric Mindino.
Poco a nord del borgo di Valcasotto (fraz. di Pamparato) riceve da sinistra il Rio di Valcalda; scendendo verso nord sfiora quindi il capoluogo di Pamparato e riceve poi, questa volta da destra, l'apporto del Rio Castorello.
La vallata prosegue ancora verso nord stretta e con un fondovalle pressoché disabitato fino a Tetti Casotto, dove si allarga e piega decisamente a nord-ovest.
La confluenza nel Corsaglia avviene a 454 m di quota al Ponte della Cava, appena a nord dell'abitato di Torre Mondovì.

## Affluenti principali
In destra orografica:
- Rio Castorello: nasce a nord di Piano Stope (1738 m); costeggia la frazione Garassini di Monasterolo Casotto e, dopo aver formato un marcato vallone che separa gli abitati di Viola e di Pamparato, confluisce nel Casotto attorno a quota 700 m.

In sinistra orografica:
- Rio di Valcalda: raccoglie le acque dell'ampia conca compresa tra i monti Grosso, Antoroto e Baussetti e termina nel Torrente Casotto nei pressi della borgata di Valcasotto a circa 1000 metri di quota;
- Ritano di Tagliante: scende dalla Cima Robert (1819 m) e con un percorso breve e ripido va a terminare nel Casotto appena valle della confluenza in quest'ultimo del Rio di Valcalda.